# Ellipsometrie

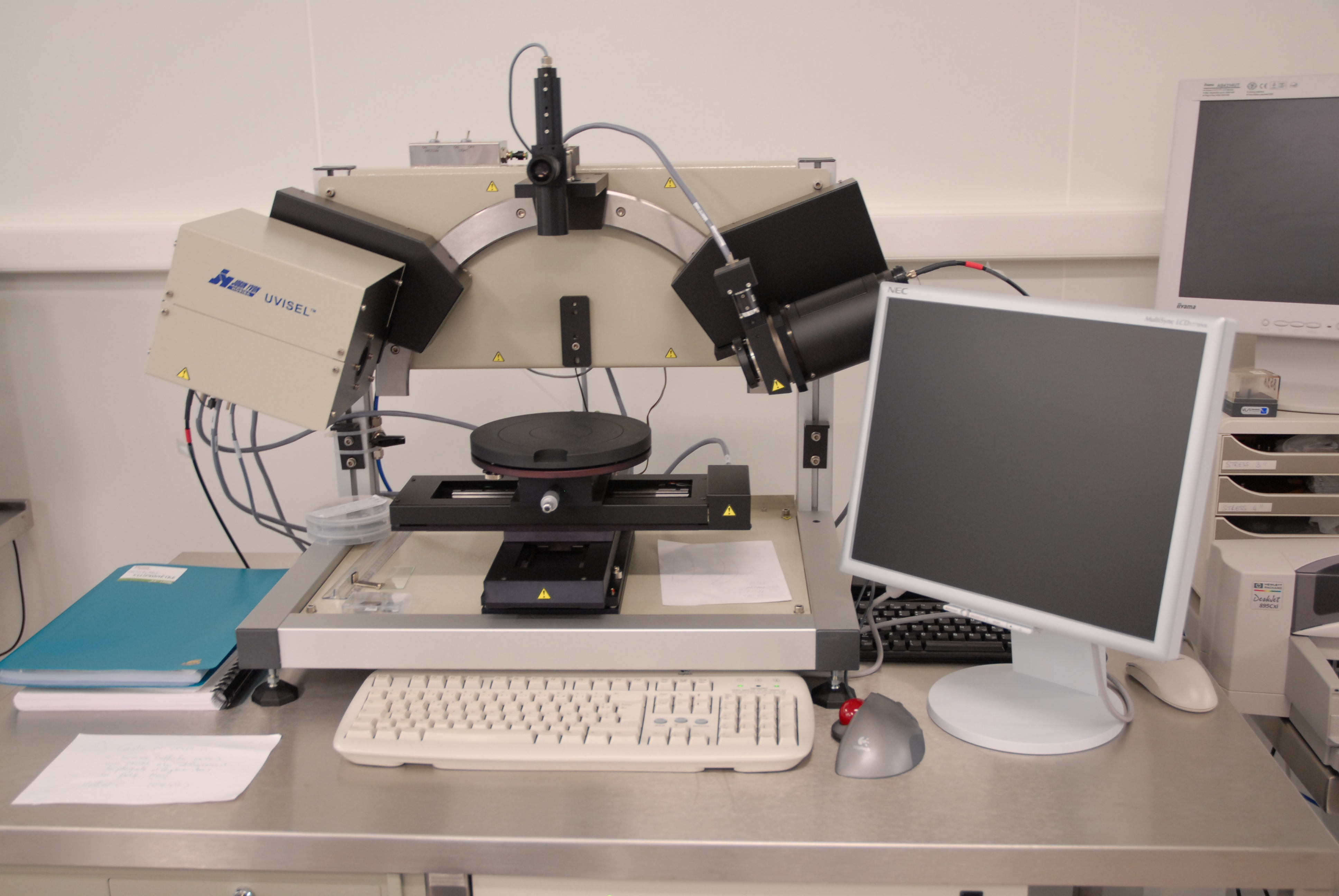
Messplatz mit einem Phasenmodulationsellipsometer und automatisch einstellbaren Winkelarmen

Die Ellipsometrie ist ein Messverfahren der Materialforschung und der Oberflächenphysik, mit dem dielektrische Materialeigenschaften (komplexe Permittivität beziehungsweise Real- und Imaginärteil des komplexen Brechungsindex) sowie die Schichtdicke dünner Schichten bestimmt werden können. Ellipsometrie lässt sich für die Untersuchung unterschiedlicher Materialien anwenden, beispielsweise organische oder anorganische Proben (Metalle, Halbleiter, Isolatoren und auch Flüssigkristalle). Der genutzte Frequenzbereich überstreicht das Spektrum vom Mikrowellenbereich über den Terahertzbereich, den Infrarotbereich über den sichtbaren Frequenzbereich bis zum Bereich des ultravioletten Lichts (UV, 146 nm). Bei dem Verfahren wird linear polarisiertes Licht unter einem Einfallswinkel nahe dem Brewster-Winkel auf eine zu untersuchende Probe eingestrahlt und das reflektierte (im Allgemeinen elliptisch polarisierte) Licht analysiert.

## Grundprinzip

Prinzipieller Aufbau eines Ellipsometers. Der Winkel Φ ist variabel.

Ellipsometrie bestimmt die Änderung des Polarisationszustands von Licht bei Reflexion (oder Transmission) an einer Probe. In der Regel wird linear oder zirkular polarisiertes Licht verwendet. Wie aus den Fresnel-Gleichungen hervorgeht, wird dieses Licht bei der gerichteten Reflexion an einer Grenzfläche im Allgemeinen elliptisch polarisiert, woraus sich auch der Name Ellipsometrie ableitet.
Die Änderung des Polarisationszustands kann im einfachsten Fall durch das komplexe Verhältnis {\displaystyle \rho } der Reflexionskoeffizienten {\displaystyle r_{\mathrm {s} }} und {\displaystyle r_{\mathrm {p} }} beschrieben werden. Hierbei steht {\displaystyle r_{\mathrm {s} }} für senkrecht zur Einfallsebene und {\displaystyle r_{\mathrm {p} }} für parallel zur Einfallsebene polarisiertes Licht. Diese Koeffizienten sind das Verhältnis zwischen einfallender und reflektierter Amplitude.
{\displaystyle \rho ={\frac {r_{\mathrm {p} }}{r_{\mathrm {s} }}}}
Eine andere Darstellung verwendet die ellipsometrischen Parameter {\displaystyle \Psi } und {\displaystyle \Delta }, wobei {\displaystyle \tan \Psi } gleich dem Betrag von {\displaystyle \rho } ist, und {\displaystyle \Delta } der Änderung der Phasendifferenz zwischen s- und p-polarisierter Welle entspricht:
{\displaystyle \rho \equiv {\frac {r_{\mathrm {p} }}{r_{\mathrm {s} }}}=\tan \Psi \exp {i(\Delta _{\mathrm {p} }-\Delta _{\mathrm {s} })}=\tan \Psi \exp {i\Delta }}.
Aus der obigen Gleichung lassen sich folgende Vorteile der Ellipsometrie gegenüber reinen Reflexionsmessungen ableiten, bei denen nur der Reflexionsgrad R gemessen wird:
- Keine Referenzmessung notwendig, da Intensitätsverhältnisse anstatt Intensitäten bestimmt werden.
- Aus demselben Grund ergibt sich eine geringere Anfälligkeit gegenüber Intensitätsschwankungen.
- Es werden immer (mindestens) zwei Parameter ({\displaystyle \Psi } und {\displaystyle \Delta }) in einem Experiment bestimmt.

## Aufbauvarianten und Einteilung
Die Ellipsometrie kann zum einen nach der verwendeten Wellenlänge und zum anderen nach dem benutzten ellipsometrischen Verfahren eingeteilt werden.

### Wellenlänge
Unterschiedliche Spektralbereiche ermöglichen die Untersuchung unterschiedlicher Eigenschaften:
InfrarotInfrarotlicht erlaubt die Untersuchung von Gitterschwingungen, sogenannten Phononen, und Schwingungen der freien Ladungsträger, der Plasmonen, sowie der dielektrischen Funktion.
Sichtbares LichtIm sichtbaren Licht, einschließlich des nahen Infrarot und des nahen Ultraviolettlichtes lassen sich der Brechungsindex, der Absorptionsindex, die Eigenschaften von Band-Band-Übergängen sowie Exzitonen untersuchen.
UltraviolettIm ultravioletten Strahlungsbereich lassen sich neben den im sichtbaren Licht zu beobachtenden Parametern auch höherenergetische Band-Band-Übergänge bestimmen.

### Einwellenlängen- und spektroskopische Ellipsometrie
Bei der Einwellenlängenellipsometrie wird mit einer festen Wellenlänge gearbeitet, die im Allgemeinen durch die Verwendung von Lasern vorgegeben ist. Oft kann bei diesen Systemen der Winkel variiert werden.
Im Gegensatz dazu werden bei der spektroskopischen Ellipsometrie die Parameter {\displaystyle \Psi } und {\displaystyle \Delta } für einen bestimmten Spektralbereich in Abhängigkeit von der Wellenlänge (Photonenenergie) bestimmt.

### Standardellipsometrie und verallgemeinerte Ellipsometrie
Die Standardellipsometrie, häufig auch kurz Ellipsometrie genannt, wird dann verwendet, wenn weder {\displaystyle {\vec {s}}}-polarisiertes in {\displaystyle {\vec {p}}}-polarisiertes Licht noch umgekehrt umgewandelt wird. Das ist der Fall, wenn die untersuchten Proben optisch isotrop sind oder optisch einachsig sind, wobei die optische Achse dann senkrecht zur Oberfläche orientiert sein muss. In allen anderen Fällen muss die verallgemeinerte Ellipsometrie verwendet werden.

### Matrix-Ellipsometrie
Jones-Matrix-Ellipsometrie wird verwendet, wenn die untersuchten Proben nicht depolarisierend sind. Der Polarisationszustand des Lichtes wird hierbei durch den Jones-Vektor und die Änderung des Polarisationszustands durch die Jones-Matrix (2×2-Matrix mit 4 komplexen Elementen) beschrieben.
Sind die Proben depolarisierend, z. B. durch Schichtinhomogenitäten oder Rauigkeiten, muss Müller-Matrix-Ellipsometrie verwendet werden. Der Polarisationszustand des Lichts wird hierbei durch den Stokes-Vektor und die Änderung des Polarisationszustands durch die Müller-Matrix (4×4-Matrix mit 16 reellwertigen Elementen) beschrieben. Aufgrund der immer anspruchsvolleren Anwendungen gewinnt die Müller-Matrix-Ellipsometrie zunehmend an Bedeutung.

### Ellipsometrische Porosimetrie
Bei der ellipsometrischen Porosimetrie (EP) werden Messungen während der Adsorption und Desorption einer gasförmigen Komponente, meist Wasserdampf, durchgeführt. Dadurch wird eine Bestimmung der offenen Porosität dünner Schichten möglich.

## Auswertung der experimentellen Daten
Zur Auswertung der experimentellen Daten wird im Allgemeinen eine Modellanalyse verwendet. Nur im Spezialfall einer Probe, die nur aus einer Schicht besteht und optisch unendlich dick ist, können aus den experimentellen Daten direkt die optischen Konstanten der Probe bestimmt werden. Für die meisten Proben sind diese Bedingungen nicht erfüllt, so dass die experimentellen Daten durch eine Linienformanalyse ausgewertet werden müssen. Dazu wird ein Modell erstellt, das die Abfolge der einzelnen Schichten der Probe, deren optische Konstanten und Schichtdicken enthält. Die optischen Konstanten sind entweder bekannt oder werden durch eine parametrisierte Funktion (engl. model dielectric function) beschrieben. Durch Variation der Parameter werden die Modellkurven den experimentellen Kurven angepasst.